# Ivo Josipović
Ivo Josipović, född 28 augusti 1957 i Zagreb, är en kroatisk politiker (socialdemokrat), professor vid Zagrebs universitet och kompositör. 2010–2015 var han Kroatiens president.

## Presidentskap
Den 20 juni 2009 nominerades han som det socialdemokratiska partiets presidentkandidat i det kroatiska presidentvalet. I valet som hölls den 27 december 2009 fick han 32,4% av rösterna vilket var fler röster än någon annan kandidat men som inte gav honom absolut majoritet. En andra och avgörande valomgång hölls den 10 januari 2010 där Josipović mötte Zagrebs borgmästare och tillika presidentkandidat Milan Bandić. Enligt vallokalsundersökningar på valdagen såg Josipović ut att gå mot seger. Detta bekräftades senare av den kroatiska valkommissionen som uppgav att Josipović fått 60,26% sedan alla röster räknats. Josipović tillträdde ämbetet som det självständiga Kroatiens tredje president den 18 februari 2010.
I presidentvalet 2014–2015 kunde Josipović ha omvalts för en andra och sista mandatperiod men förlorade mot Kolinda Grabar-Kitarović som vann med knapp majoritet. Josipović blev därmed den första presidenten i det självständiga Kroatien att inte omväljas för en andra mandatperiod.  

## Uppväxt och liv
Ivo Josipovićs mor (Milica) och far (Ante) kommer ursprungligen från Baška Voda i Dalmatien. Ivo föddes dock i Zagreb där han även gick i grundskola och musikinriktad gymnasieskola. I tonåren var han en lovande fotbollsspelare. Han är sedan 1989 gift med Tatjana Josipović, även hon professor vid Zagrebs universitet. Paret har en dotter vid namn Lana.